# Descholarizace
Pojem descholarizace lze volně přeložit jako „odškolnění“. Odškolnění společnosti spočívá v radikální proměně škol v takové podobě, jakou dnes známe. Požadavek na velice podstatnou proměnu vzdělávání vzešel z řad kritických pedagogů. Míra změn a zásahu do tradiční školy se liší dle radikálnosti jednotlivých koncepcí. Koncepce mohou mít za cíl změny kurikula, nebo dokonce celkové zrušení státních škol. Kritika tradiční školy ve velké míře nastala po druhé světové válce společně s kritikou celé společnosti.

## Deschooling society
Deschooling society je pojem, který se překládá jako „odškolnění“ společnosti. Poprvé ho použil Ivan Illich ve své stejnojmenné knize, ve které představil podobu takové společnosti. Dle něj současná škola brání svobodnému myšlení, nedokáže rozvíjet tvořivost lidí, nereaguje na reálný svět a bere lidem vlastní iniciativu. Dalším problémem školy je, že reprodukuje sociální nerovnosti a „dehumanizuje“. Dehumanizace pro Illiche znamenala proces, ve kterém jsou lidé ve škole rozdělováni na úspěšné a neúspěšné. Školu, která je jako instituce zastaralá a má jen negativní důsledky, si Illich přál nahradit tzv. svobodným vzděláním. To znamená, že by se každý mohl vzdělávat, v čem chce, jak a kdy chce. Později autor od takto radikálního stanoviska ustoupil, ale školu silně kritizoval i nadále.

## Kritika tradiční školy
Snahy o radikální proměnu školy vycházejí z přesvědčení, že tradiční škola selhala. Daný názor zastávají levicově (neomarxisticky) orientovaní autoři, kteří se řadí ke konfliktním směrům sociologie školy. Nejpodstatnějším bodem kritiky je, jak už bylo řečeno, že škola funguje jako selektivní nástroj. To znamená, že určuje lidem jejich postavení dle jejich socioekonomického statusu, ne dle jejich schopností. Dále škola tyto nerovnosti, které sama produkuje, legitimizuje. Jako dobrý příklad z naší historie může fungovat podoba školy před rokem 1989. Školy fungovaly k předávání určité ideologie. Tomu se přizpůsobily učebnice i kurikulum. Tím, že se škola dostala do moci státu, se z ní stala neobjektivní a manipulující instituce.

### Škola a sociální stratifikace
K složité identifikaci daných stratifikačních mechanismů přispívá to, že jsou zakořeněny hluboko ve společnosti a v jednotlivcích. Velmi podstatné je, že možnost studia nemusí být jen otázkou ekonomické stránky dané rodiny. Rodina dítěti v procesu socializace předává i postoj k učení, který se v daných skupinách či třídách může lišit. Tyto postoje mohou ovlivnit celkové aspirace a tím i úspěchy daného jednotlivce. Dobrým příkladem určitého mechanismu kulturní stratifikace je teorie jazykových kódů Basila Bernsteina. Dle této teorie jsou možnosti jedince ve škole určeny tím, jaký jazykový kód si ve své rodině osvojí. Děti si osvojují dva jazykové kódy: rozvinutý a omezený. Omezený jazykový kód je charakteristický pro dělnickou třídu. Typické je pro něj používání krátkých a neúplných vět. Rozvinutý jazykový kód je typický pro střední vrstvy a vyznačuje se použitím vět dlouhých a úplných. Ve škole je využíván a legitimizován jazykový kód rozvinutý, což znevýhodňuje děti, které ovládají kód omezený.

### Koncepce stratifikace společnosti s ohledem na vzdělání
- Teorie meritokracie – přístup k vyššímu vzdělání závisí na schopnostech a výkonu, askriptivní charakteristiky nejsou natolik podstatné (např. z jaké rodiny pochází)
- Teorie odmítající rovnoprávnost šancí na vzdělání – teorie „odškolnění“
- Teorie třídní podmíněnosti – vzdělání je určováno třídními vztahy ve společnosti
- Teorie nerovnosti vyplývá z povahy kultury, jazyka a komunikace – Bernsteinova teorie jazykových kódů

## Kritika descholarizace
Z druhé strany je samozřejmě kritizován i samotný koncept „odškolnění“. Dle některých názorů by se rozdíly ve stratifikaci ještě více prohloubily. Radikálnější ohlasy dokonce nazývají „odškolněnou“ společnost jako společnost moderní totality.

## Koncepce flexischoolingu
Mezi vyhraněnými názory descholarizace a jejích odpůrců se vytvořil i střední proud s názvem flexischooling. Ten předpokládá, že vzdělávání se neodehrává jen v řízené edukaci ve školních podmínkách s učitelem. Děti se vzdělávají doma, v knihovnách, v muzeích, prostřednictvím televize, rádia a v dnešní době hlavně díky internetu. Proto i vliv tradiční školy není tak silný, jak si kritici vzdělávací instituce myslí.